# Alchemik (film)
Alchimistul (în poloneză Alchemik) este un film polonez fantastic SF de groază, dramă istorică din 1988, regizat de Jacek Koprowicz⁠(d) după scenariul său. Acest film a fost transformat și într-un serial de televiziune denumit Alchimistul Sendivius⁠(d).

## Rezumat
Personajul principal - alchimistul Sendivius (Olgierd Łukaszewicz) vine la curtea prințului Frederick (Michał Bajor). Alchimistul susține că poate obține aur din alte metale, dar nimeni nu vrea să-l creadă. Prințul îi oferă șansa de a demonstra această abilitate, dar dacă încercarea eșuează, el va fi torturat și executat. În timpul transmutației sunt eliberați vapori nocivi, așa că Sendivius le cere tuturor celor prezenți să iasă. Apoi von Lotz (Michał Pawlicki⁠(d)) le arată tuturor aurul. Drept recompensă, Sendivius îi cere prințului să elibereze un prizonier - pe bătrânul alchimist Tomasz Seton (August Kowalczyk⁠(d)). Prințul îi îndeplinește această dorință și apoi îl numește pe Sendivius drept alchimist al curții. Predecesorul său - von Lotz - nu se poate liniști datorită pierderii funcției, așa că decide să demonstreze că Sendivius este un escroc obișnuit. El descoperă care este adevărul, dar Sendivius reușește să-i scape.
Între timp, alchimistul încearcă să învețe de la Seton cum poate fi obținut cu adevărat aur din metale. Cu toate acestea, bătrânul Seton doar delirează înainte de moarte. Sendivius, la rândul său, este urmărit de von Rumpf (Marek Obertyn⁠(d)). De asemenea, se mai dovedește că personajul principal vrea să cunoască secretul transmutării pentru că prințul Kiejstut (Jerzy Nowak) îi cere acest lucru, ținând ostatici pe soția și pe fiul lui Sendivius. Îi mai oferă o șansă - trebuie să afle adevărul despre transmutare de la soția lui Seton, Teresa (Joanna Szczepkowska⁠(d)), care pare a fi o adeptă a Satanei. Von Rumpf îi calcă constant pe urme.
Când află de la fratele său care face hărți despre existența unui lac verde în dune, își propune să caute locul indicat anterior de Seton. Într-o zonă pustie, în nisipuri, Sendivius descoperă o navă spațială. Pătrunde în interiorul navei spațiale, unde vede o piramidă înconjurată de o apă verde. Apare von Rumpf, de la care Sendivius află că Seton a adus de aici la castel o creatură, întemnițată ulterior în temniță, considerată de toată lumea a fi Satana, dar care susține că a venit din stele și cunoște secretul producerii aurului. Sendivius și von Rumpf pătrund în pereții piramidei și imediat apare peste dune o farfurie zburătoare uriașă, care dispare în curând pe cer.

## Distribuție
În rolurile principale au interpretat actorii:
- Olgierd Łukaszewicz – alchimistul Sendivius,
- Michał Bajor – prințul Frederick,
- Joanna Szczepkowska⁠(d) – Teresa Seton,
- Marek Obertyn⁠(d) – Von Rumpf,
- Michał Pawlicki⁠(d) – Von Lotz,
- Jerzy Nowak – prințul Kiejstut,
- Henryk Machalica⁠(d) – Vasari,
- Leon Niemczyk – Zwinger.

și, în alte roluri:
- Mariusz Dmochowski – maestrul Melchior
- Mieczysław Voit⁠(d) – Spowiednik
- Katarzyna Gałaj⁠(pl)[traduceți] – Maria
- August Kowalczyk⁠(d) – Seton
- Henryk Borowski⁠(d) – Salesa
- Mariusz Benoit⁠(d) – părintele Hieronim
- Piotr Wysocki ca părintele Mervill
- Marek Frąckowiak⁠(d) – Korwin
- Józef Para⁠(d) – Honauer
- Dariusz Tomaszewski⁠(d) – Conaro
- Krystyna Lech-Mączka – Blanche
- Ryszard Marciniewski – Lodovico
- Marian Żdenicki – Charles von Caudenberg
- Tadeusz Paradowicz⁠(d) – Karl Detiltz
- Bogusław Sochnacki⁠(d) – preot paroh din Kalsken
- Agnieszka Kluk⁠(d) – Amelia Reiche
- Jolanta Teska – Urszula Wilden
- Katarzyna Bargiełowska⁠(d) – Joanna Berg
- Erwin Nowiaszek⁠(d) – Orator
- Jerzy Kozakiewicz – hipnotizatorul Magnus
- Wacław Radecki – Łukasz
- Robert Rozmus⁠(d) – slujitor al lui Sendivius
- Mieczysław Janowski – Johann
- Arkadiusz Wojnarowski – Guido
- Ryszard Rynkowski⁠(d) – Trubadur
- Anna Bojarska-Skoczylas – Hortensia
- Ewa Zdzieszyńska⁠(d) – moașă
- Ewa Orleanska – Sendivius copil
- Andrzej Mrozek⁠(d) – fratele Albert
- Edwin Petrykat⁠(d) – fratele Bertold
- Grzegorz Gruszka – Tâlhar
- Grzegorz Minkiewicz – medic la Maria
- Anna Garwolińska – Rozalia
- Agnieszka Mirowska-Tomaszewska

## Producție
A fost produs de Telewizja Polska.
Filmările exterioare au avut loc la Sandomierz, cele interioare în Castelul Świny, Castelul Książ. Muzica a fost compusă de Krzesimir Dębski⁠(d). Costumele au fost create de Maria Wilun și Joanna Jarzyńska.